# 程启文
程启文（1915年—1994年4月11日），湖北省黄安县人。中国人民解放军将领。

## 生平

### 第一次国共内战
早年家贫，父亲到安徽六安搞贩运、当脚夫度口。1929年程启文参加中国工农红军，担任红十一军31师3大队传令兵。不久，到师政治部当勤务员。1930年加入中国共产主义青年团，1932年，转入中国共产党。历任红25军政治部宣传员、巡视员、73师217团总支书记。红25军到达陕南后，为开辟新区，决定成立商洛特委，由手枪团的宋兴国政委担任特委书记，时任少年宣传队队长的程启文担任特委委员。尽管特委组织了三百人武装，但首仗败给国民革命军，仅剩宋政委带着手枪团一个分队30多人突出重围。宋兴国心里愧疚，开枪自杀。
此时群龙无首，士气低下，程启文挺身出面鼓舞士气，并坚持作战，担任小分队队长，因其曾任少宣队队长，也被称为“少队长”。部队转战孙家山，并很快重新扩大到一百余人。1935年4月，红二十五军主力返回商洛地区，他率部配合，顺利攻占洛南县城。不久，抵达陕北，进入中国人民抗日军政大学学习。

### 抗日战争
抗日战争时期，程启文随同郑位三，从延安来到红安七里坪寻找坚持南方游击战争的红二十八军，帮助整编训练为新四军第四支队，他任支队政治部总务科科长。行前毛泽东接见了郑位三、肖望东、张体学和程启文。
1938年程启文随四支队开赴皖中抗日，担任第四支队先遣支队司令员（汪道涵任副司令员）。1939年2月，新四军组建五支队，他改任五支队特务营教导员。为扩大影响，五支队和“忠义救国军”产生摩擦，年底他率领第五支队吞并此部队。此事招致国军忌恨，1940年2月，皖北行署专员盛子谦率三千人南渡淮河，与李长江部合并，企图吞并五支队。3月27日，罗炳辉指定程启文率领两个半连、以及陶勇从江南带来的苏皖支队两个营，与国军韩德勤的常备十旅交战。程启文在丧失两道防线后，死守最后一道防线，并且在岗村击溃国军第十旅。之后，他担任江北指挥部独立第4团副团长。皖南事变后，他重新创建、领导淮南地区抗日根据地工作。1942年4月，任新四军第2师4旅10团副团长、团长，指挥歼灭日伪200余人，随后拔除日军占鸡岗据点，破坏日军进犯淮南路线。1943年春，程启文被调到新四军江北指挥部副指挥长徐海东处，任警卫大队队长。不久调任淮南军区路东军分区来(安)六(合)支队司令员，转战津浦路两侧。

### 第二次国共内战
第二次国共内战期间，程启文到东北，任松江军区哈北军分区副司令员，东北民主联军独7师副师长，后担任第四野战军第39军152师副师长，参加辽沈战役、平津战役、衡宝战役。1949年39军打到广西后，152师改为南宁军分区，脱离39军建制。

### 共和国成立后
中华人民共和国成立后，他任广西军区玉林军分区副司令员。1953年到军事学院学习，后任第四十九军第145师师长。1957年，任55军副军长，1966年，任中国人民解放军体育学院副院长。1969年，任湖南省军区副司令员。
1955年程启文荣获三级八一勋章、二级独立自由勋章、一级解放勋章。1961年，晋升为少将。1988年获一级红星功勋荣誉章。1994年4月11日，逝世于广东广州市。